# ایستگاه راه‌آهن آروکولا
ایستگاه راه‌آهن آروکولا (استونیایی: Aruküla raudteepeatus) یک ایستگاه راه‌آهن در آروکولا، استونی است.
این ایستگاه که در سال ۱۹۲۰ ساخته شده و دارای دو سکو به طول ۱۵۰ متر است، ایستگاه آروکولا در ۲۱ کیلومتری جنوب شرقی ایستگاه راه‌آهن بالتی یام قرار دارد.

## نگارخانه

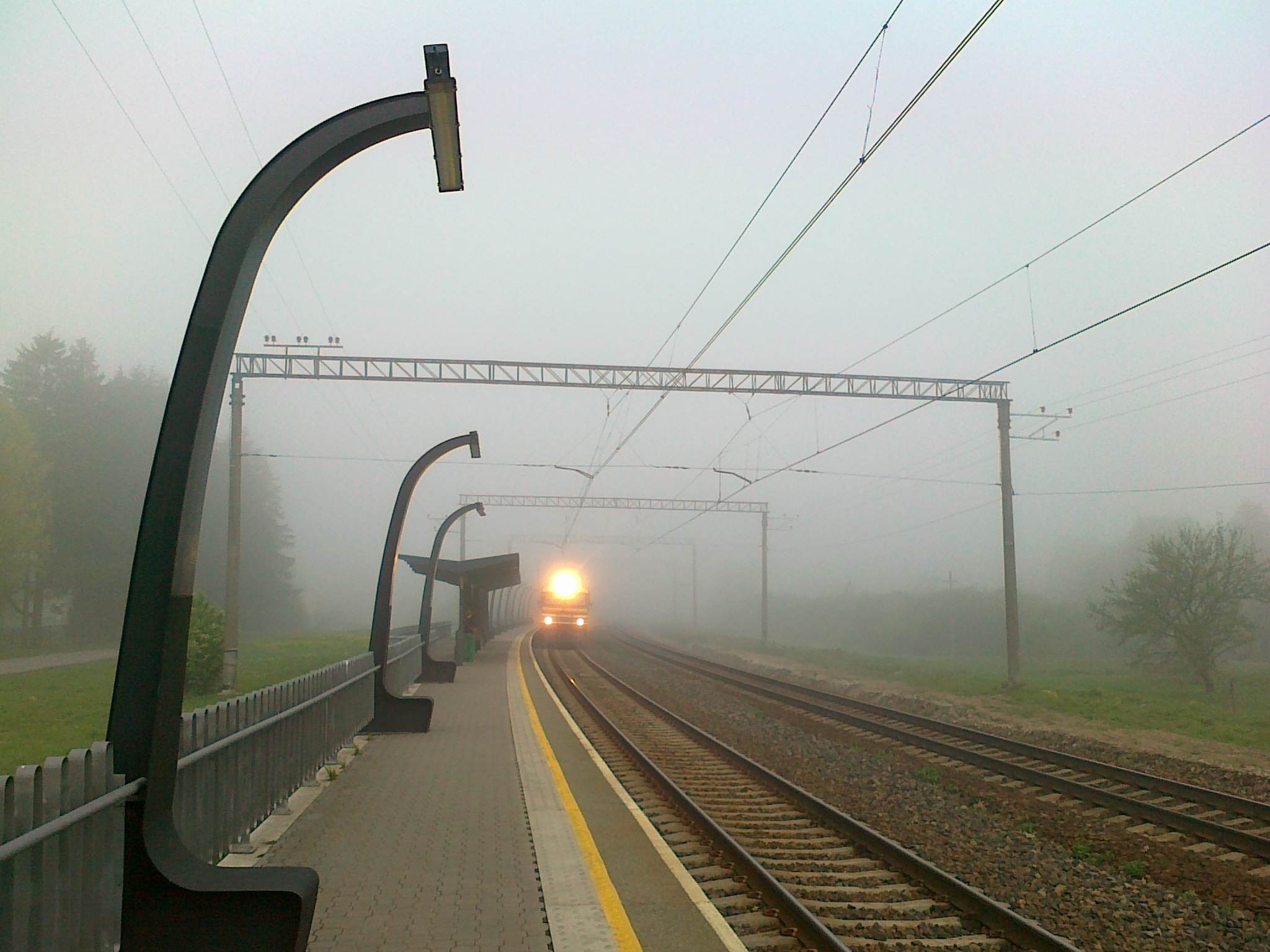
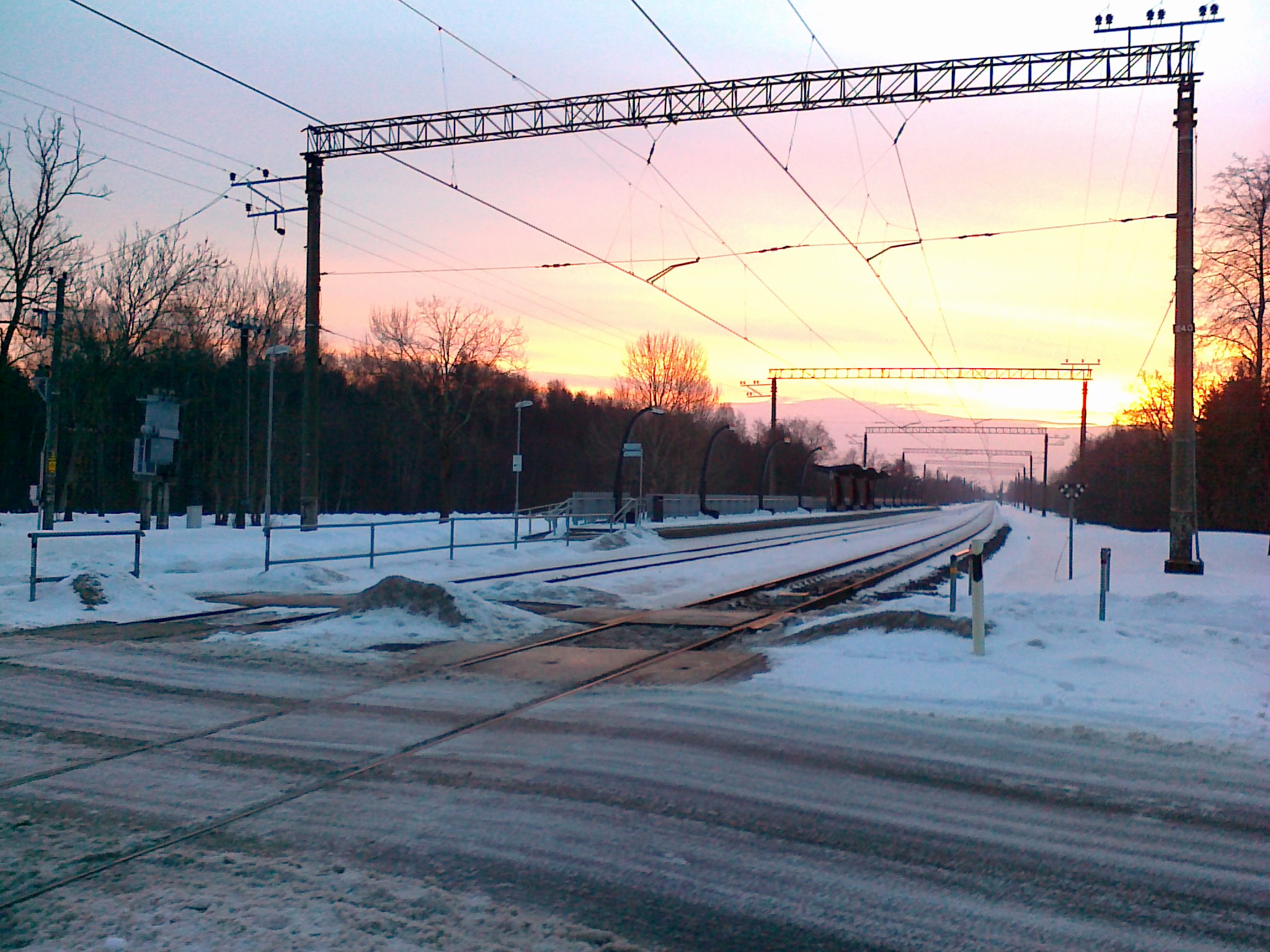